# Conus vayssierei
Espèce
Conus vayssierei est une espèce de mollusques gastéropodes marins de la famille des Conidae.
Comme toutes les espèces du genre Conus, ces escargots sont prédateurs et venimeux. Ils sont capables de « piquer » les humains et doivent donc être manipulés avec précaution, voire pas du tout.

## Description
La taille de la coquille varie entre 28 mm et 40 mm.

## Distribution
Cette espèce marine est présente dans l'océan Atlantique oriental et dans la mer Méditerranée au large de l'Afrique du Nord.

## Taxonomie

### Publication originale
L'espèce Conus vayssierei a été décrite pour la première fois en 1906 par le malacologiste franco-algérien Paul Pallary dans « Journal de Conchyliologie »,.

### Synonymes
- Conus (Lautoconus) vayssierei Pallary, 1906 · appellation alternative
- Conus mediterraneus  var. vayssierei Pallary, 1906 · non accepté
- Lautoconus vayssierei (Pallary, 1906) · non accepté

### Sous-espèces
- Conus vayssierei var. ossea Monterosato, 1917, accepté en tant que Conus ventricosus Gmelin, 1791